# Persulfat de sodiu
Persulfatul de sodiu (denumit și peroxidisulfat de sodiu) este un compus anorganic cu formula chimică Na2S2O8 și este sarea sodică a acidului peroxodisulfuric. Este un solid alb, solubil în apă. Este o sare ce acționează ca agent oxidant puternic, adesea utilizat pentru inițierea reacțiilor de polimerizare.

## Obținere
Persulfatul de sodiu poate fi obținut printr-un proces de electroliză a unei soluții răcite de bisulfat de sodiu:
{\displaystyle {\ce {2 NaHSO4 -> Na2S2O8 + H2}}}
Oxidarea are loc la anodul de platină. Prin această metodă aproximativ 165.000 de tone au fost produse în anul 2005.